# Lijst van voetbalinterlands Fiji - Tonga
Deze lijst van voetbalinterlands is een overzicht van alle voetbalwedstrijden tussen de nationale teams van Fiji en Tonga. De landen hebben tot op heden drie keer tegen elkaar gespeeld. De eerste ontmoeting, een kwalificatiewedstrijd voor het Wereldkampioenschap voetbal 2002, werd gespeeld in Coffs Harbour (Australië) op 16 april 2001. Het laatste duel, een vriendschappelijke wedstrijd, vond plaats op 12 december 2017 in Port Vila (Vanuatu).

## Wedstrijden
| № | Plaats        | Datum            | Competitie           | Wedstrijd    | Uitslag |
| - | ------------- | ---------------- | -------------------- | ------------ | ------- |
| 1 | Coffs Harbour | 16 april 2001    | WK 2002 kwalificatie | Tonga – Fiji | 1 – 8   |
| 2 | Ba            | 19 augustus 2015 | Vriendschappelijk    | Fiji − Tonga | 5 − 0   |
| 3 | Port Vila     | 12 december 2017 | Vriendschappelijk    | Fiji − Tonga | 4 − 0   |

## Samenvatting
| Competitie        | Totaal gespeeld | Winst Fiji | Gelijk | Winst Tonga | Doelsaldo Fiji – Tonga |
| ----------------- | --------------- | ---------- | ------ | ----------- | ---------------------- |
| WK-kwalificatie   | 1               | 1          | 0      | 0           | 8 − 1                  |
| Vriendschappelijk | 2               | 2          | 0      | 0           | 9 − 0                  |
| Totaal            | 3               | 3          | 0      | 0           | 17 − 1                 |

FFA · A-internationals · Fijisch vrouwenelftal
1950 – 1959 · 
1960 – 1969 · 
1970 – 1979 · 
1980 – 1989 · 
1990 – 1999 · 
2000 – 2009 · 
2010 – 2019 ·
2020 − 2029
Amerikaans-Samoa ·
Australië ·
China ·
Cookeilanden ·
Estland ·
Filipijnen ·
Hongkong ·
India ·
Indonesië ·
Maleisië ·
Mauritius ·
Mexico ·
Nieuw-Caledonië ·
Nieuw-Zeeland ·
Papoea-Nieuw-Guinea ·
Salomonseilanden ·
Samoa ·
Singapore ·
Tahiti ·
Taiwan ·
Tonga ·
Vanuatu
TFA · 
Tongaans vrouwenelftal
Interlands
Tegenstander:
Amerikaans-Samoa ·
Australië ·
Cookeilanden ·
Fiji ·
Nieuw-Caledonië ·
Papoea-Nieuw-Guinea ·
Salomonseilanden ·
Samoa ·
Tahiti ·
Vanuatu